# Raïon d'Igra
Le raïon d'Igra (russe : Игри́нский райо́н; oudmourte : Эгра ёрос) est un raïon de la république d'Oudmourtie en Russie,.

## Présentation
La superficie du raïon d'Igra est de 2 266,9 km2.
Le raïon est divisé en 15 communes rurales.
Son centre administratif est la commune rurale d'Igra.
Le raïon est traversé par l'autoroute   Kazan-Perm et par la Р322,.

## Démographie
La population du raïon d'Igra a évolué comme suit:
| 1959   | 1970   | 1979   | 1989   | 2002   |
| ------ | ------ | ------ | ------ | ------ |
| 49 244 | 50 310 | 44 755 | 45 869 | 42 850 |

| 2009   | 2015   | 2019   | 2021   | - |
| ------ | ------ | ------ | ------ | - |
| 42 383 | 37 156 | 35 998 | 33 468 | - |

## Galerie

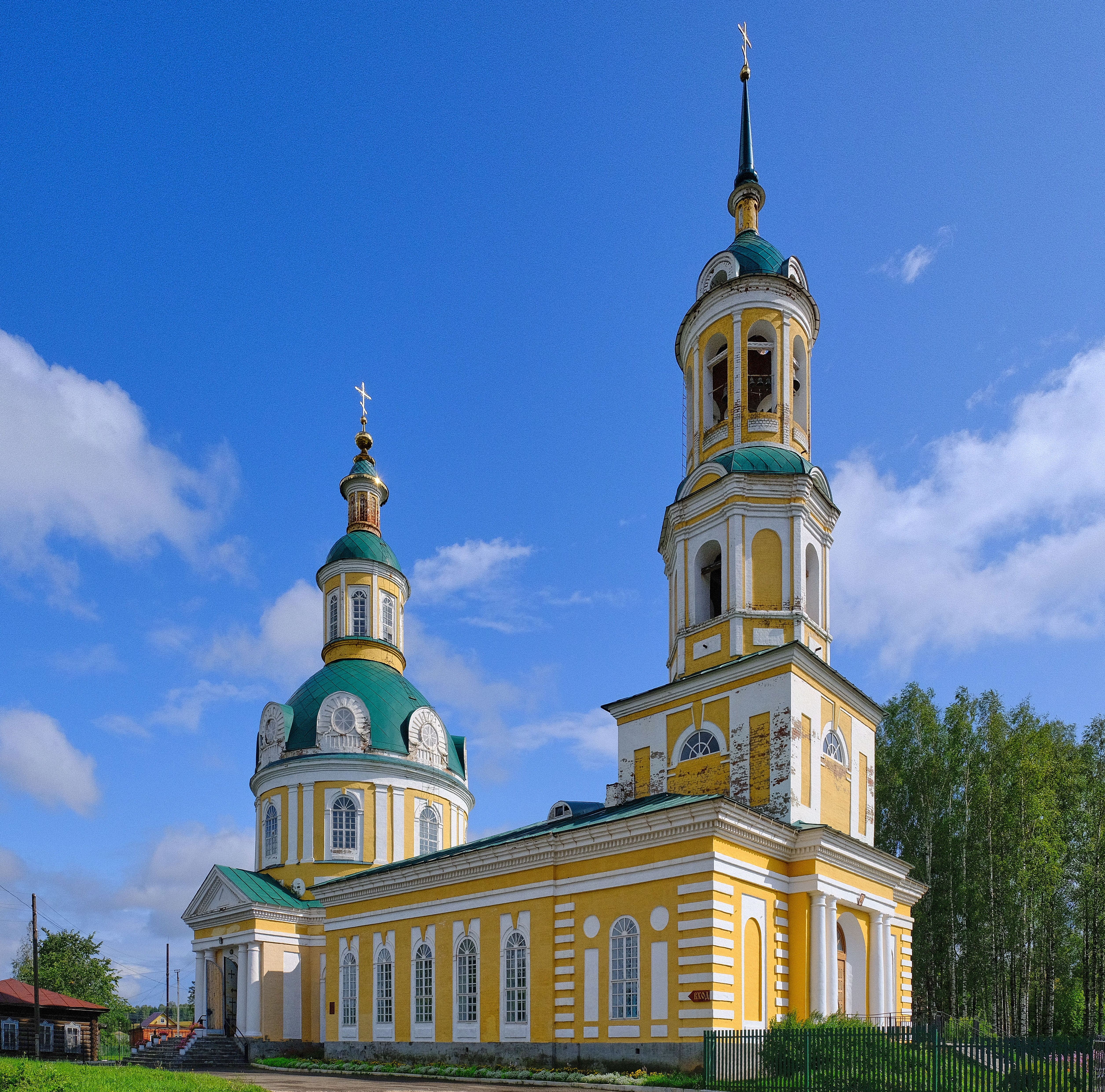
Église de l'Ascension dans le village de Chutyr.
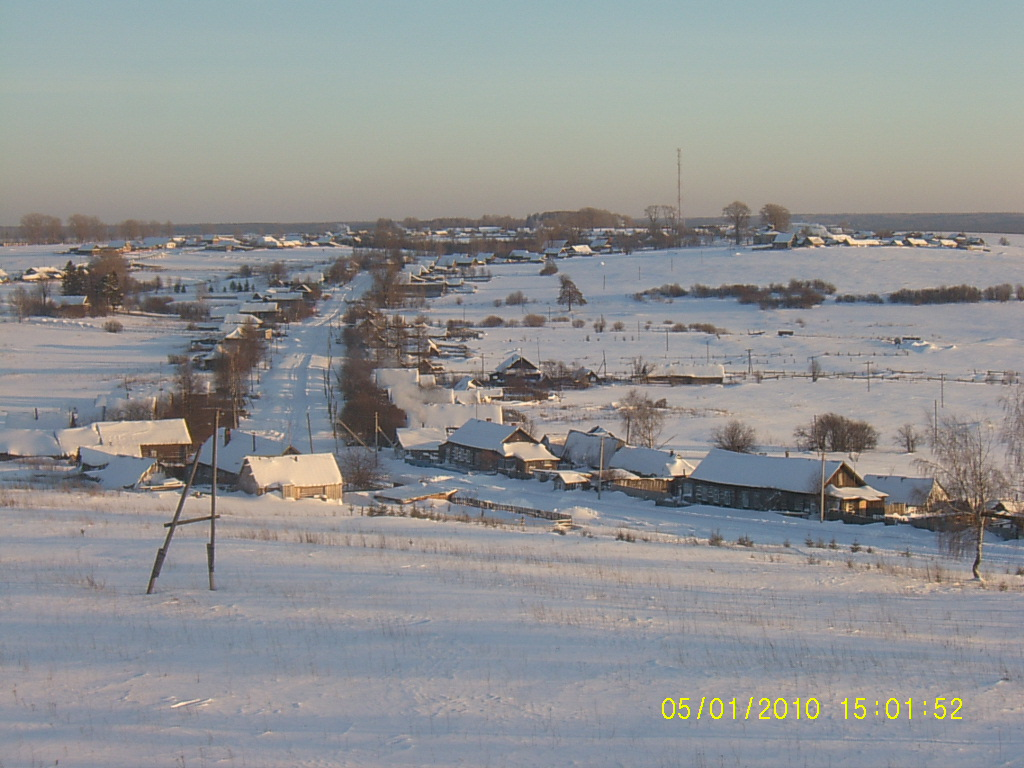
Village Novye Ziatsy.
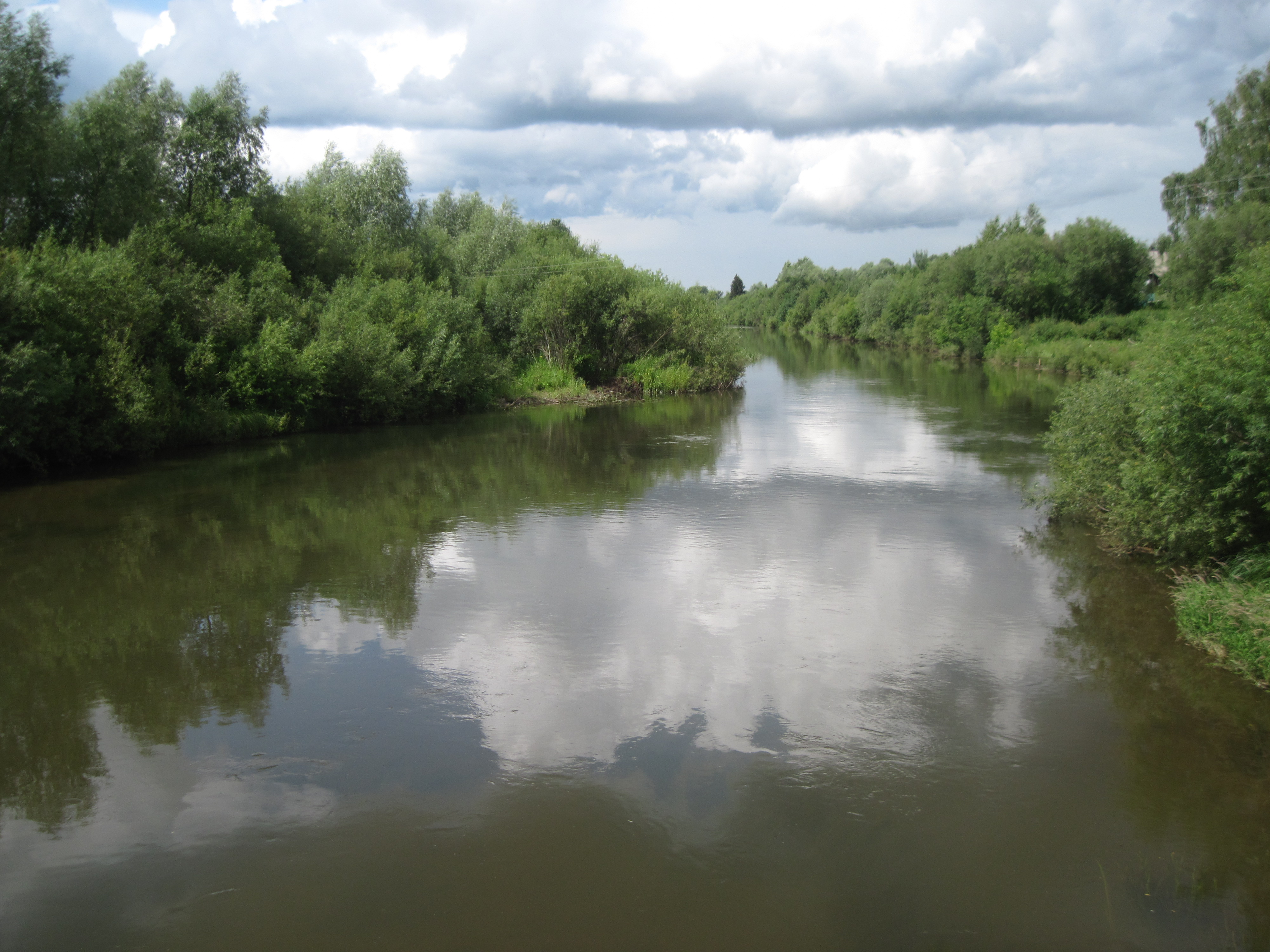
Affluent de la rivière Loza.